# Ercole Procaccini le Jeune
Ercole Procaccini il Giovane (ou Ercole Procaccini le Jeune), né le 6 août 1605 à Milan (Lombardie), mort le 14 novembre 1675 ou le 2 mars 1680, est un peintre italien baroque, actif principalement à Milan au XVIIe siècle.

## Biographie
Né dans une famille de peintres à Milan, Ercole Procaccini a d'abord fait son apprentissage avec son père, le peintre Carlo Antonio, puis avec son oncle Giulio Cesare.
En 1621, il a été inscrit à la première session de l'Académie Ambrosiana.
Il a peint un retable de l'Assomption de la Vierge à l'église de Santa Maria Maggiore à Bergame.
À la mort de son oncle Giulio Cesare, il est devenu le directeur de l'Académie créée par les Procaccini.

## Œuvres
- Assomption de la Vierge, retable, église Santa Maria Maggiore, Bergame.
- Flagellation, chapelle de la Pitié, église Saint Marc, Milan.

## Sources
- (en) Cet article est partiellement ou en totalité issu de l’article de Wikipédia en anglais intitulé « Ercole Procaccini the Younger » (voir la liste des auteurs).